# October Tide
October Tide — шведская группа, играющая в стиле doom/death metal.
Группа появилась в 1995 году как сайд-проект Йонаса Ренксе и Фреда Норрмана, участников группы Katatonia.
В 2010 году, после ухода из Katatonia, Фред Норрман возобновил October Tide, но уже без Йонаса Ренксе и с новым составом. 

## История

### 1995–1999
В 1997 году на VIC Records вышел дебютный альбом Rain Without End. Два года спустя вышел второй альбом, названный Grey Dawn. В качестве вокалиста был приглашен музыкант Мортен Хансен из A Canorous Quintet. Альбом получил хорошие отзывы как фанатов, так и музыкального сообщества. Однако Йонас и Фред решили не давать интервью и не участвовать в турне.

### 2009–2011
В конце сентября 2010 года группа выпустила новый альбом A Thin Shell.

## Состав
Временная шкала

## Дискография
- Rain Without End (1997 г.)
- Grey Dawn (1999 г.)
- A Thin Shell (2010 г.)
- Tunnel Of No Light (2013 г.)
- Winged Waltz (2016 г.)
- In Splendor Below (2019 г.)
- The Cancer Pledge (2023 г.)